# Responsabilitat jurídica
La responsabilitat jurídica és la imputabilitat jurídica d'un fet jurídic causada per la culpabilitat (dolosa o no) de la persona o pel simple esdeveniment del fet deslligat de la culpabilitat (responsabilitat objectiva); que suposa el naixement d'obligacions per a l'imputat, i el naixement de drets per al subjecte que es trobe en posició de reclamar-les. En l'àmbit penal, la responsabilitat parteix d'aquest mateix supòsit, encara que l'evolució històrica de la disciplina ha exclòs l'existència de responsabilitat penal objectiva (cal culpabilitat) i s'ha distanciat de les conseqüències abans descrites, limitant-se a una sanció les fins de la qual no són indemnitzatoris, sinó preventius.
La imputabilitat sorgeix de l'existència d'una decisió d'autoritat que atribueix tal condició per la transgressió d'un haver de ser (obligació o prohibició), o bé per altres raons justificades en la conveniència social que una determinada persona no culpable siga responsable objectivament.
En les democràcies liberals, la responsabilitat jurídica no sorgeix d'una imputació arbitrària sinó d'una norma jurídica, que a diferència de la norma moral procedeix d'un organisme extern al subjecte, principalment l'Estat, i és coercitiva.
Generalment pot atribuir-se la responsabilitat jurídica a tot subjecte de dret, tant a les persones naturals com jurídiques, basta que el subjecte de dret incomplisca un deure conducta assenyalat en l'ordenament jurídic, o en el cas de la responsabilitat objectiva, que estiga en la situació per la qual l'ordenament li assenyala com responsable.

## Història
El concepte de responsabilitat ha evolucionat al llarg de la història. En l'antiguitat, existia una noció unitària de responsabilitat que pretenia preservar un equilibri còsmic. Era a través de l'expiació i dels sacrificis que la responsabilitat s'adjudicava per a restablir aquest equilibri. La modernitat va portar aconseguisc la desintegració del concepte unitari de responsabilitat en diferents tipus d'ella (moral, política, jurídica) i aquesta última, al seu torn, en administrativa, ambiental, etcètera. La noció subjacent a totes les formes de responsabilitat és, potser, la d'imputabilitat.

## Classes
La responsabilitat jurídica indirecta és aquella en la qual no hi ha identitat entre l'agent de l'il·lícit (subjecte de l'obligació) i qui està subjecte a la sanció que a conseqüència de l'il·lícit preveu la norma jurídica (per exemple, la responsabilitat patrimonial d'una persona davant les il·lícites comeses per un familiar). el cas de la responsabilitat jurídica directa, sí que existeix tal identitat. Dita d'una altra manera, es pot imputar la responsabilitat jurídica tant a conseqüència de conductes pròpies com alienes.
La responsabilitat jurídica col·lectiva és la imputabilitat que una norma jurídica atribueix a un grup per la conducta d'un individu (si aquest és membre del grup, es tracta d'una responsabilitat col·lectiva directa). La responsabilitat individual recau, òbviament, sobre subjectes individuals.
La responsabilitat jurídica per culpa es diferencia de la responsabilitat jurídica per resultat en el fet que la primera requereix com condició necessària la voluntat de produir els resultats previstos en la norma o, almenys, negligència per part del subjecte responsable directament o indirecta. La responsabilitat per resultat, en canvi, solament exigeix una relació entre un subjecte i un resultat, fins i tot si tal relació no ha estat intencional i ni tan sols culposa per negligència (per exemple, el reglament de trànsit a França fa responsables als conductors d'un automòbil d'indemnitzar a un vianant fins i tot si l'accident va ocórrer per culpa excusable d'aquest últim). En un cas encara més complex de responsabilitat jurídica col·lectiva indirecta per resultat, el subjecte que provoca els fets que actualitzen la responsabilitat del grup no forma part d'aquest i ni tan sols actua culposament (pense's en el jutge que estableix la responsabilitat solidària d'un grup d'empreses respecte als drets laborals d'un treballador subordinat a un client insolvent d'aquestes empreses i ordena al grup de proveïdors indemnitzar al treballador aliè per l'accident de treball fortuït que aquest patí).
Altres tipus de responsabilitat jurídica són:
La responsabilitat penal intenta dirigir la conducta humana a través de prohibicions la violació de les quals és sancionada i que requereixen la culpabilitat del subjecte com condició necessària (nulla poena sine culpa). En canvi, adjudicar la responsabilitat civil té una finalitat distributiva mitjançant la compensació entre particulars o els criteris de divisió del patrimoni.
- Responsabilitat administrativa[12]

- Responsabilitat civil: contractual i extracontractual.[13]

- Responsabilitat política amb efectes jurídics. En l'àmbit de l'exigència política,la figura de l'impeachement és una figura del dret anglosaxó mitjançant el qual es pot processar un alt càrrec públic[14][15]

## Responsabilitat en l'àmbit dels negocis
En dret mercantil, la responsabilitat limitada és un mètode de protecció inclòs en algunes formacions empresarials que protegeix els seus propietaris d'uns certs tipus de responsabilitat i de la quantitat de la qual serà responsable un propietari determinat. Una forma de responsabilitat limitada separa al propietari o propietaris de l'empresa. La forma de responsabilitat limitada actua essencialment com un vel corporatiu que protegeix els propietaris de les responsabilitats de l'empresa. Això significa que quan una empresa és declarada responsable en un cas, els propietaris no són els responsables, sinó l'empresa. Per tant, només els fons o béns que els propietaris han invertit en l'empresa estan subjectes a aquesta responsabilitat. Si, per exemple, una empresa de responsabilitat limitada entra en fallida, els propietaris no perdran actius no relacionats, com una residència personal (suposant que no ofereixin garanties personals). Entre les formes d'empresa que ofereixen la protecció de la responsabilitat limitada s'inclouen les societats de responsabilitat limitada i les societats anònimes. Les societats unipersonals i les societats col·lectives no inclouen la responsabilitat limitada.
Aquest és el model estàndard per a les grans empreses, en les quals els accionistes només perden la quantitat invertida (en forma de disminució del valor de les accions).
No obstant això, existeix una excepció a aquesta regla, que permet a un demandant litigar contra el propietari o propietaris d'una empresa de responsabilitat limitada, si el propietari o propietaris han incorregut en una conducta que justifiqui la recuperació del demandant enfront del propietari o propietaris: Aquesta excepció es denomina "aixecament del vel corporatiu". En general, els tribunals intenten no utilitzar aquesta excepció tret que s'hagin produït transgressions greus. La responsabilitat limitada ajuda als empresaris, a les empreses i a l'economia a créixer i innovar. Per tant, si els tribunals optessin sovint per aixecar el vel, aquesta innovació es veuria restringida. La prova exacta que utilitzarà un tribunal per a determinar si és necessari aixecar el vel varia segons l'estat dels Estats Units.
En el cas de les empreses unipersonals i les societats col·lectives, la responsabilitat és il·limitada. Responsabilitat il·limitada significa que el propietari o propietaris de l'empresa tenen la plena responsabilitat d'assumir tots els deutes de l'empresa. Això pot incloure l'embargament dels béns personals en cas de fallida i liquidació. Els professionals de les societats de responsabilitat limitada i les societats de responsabilitat limitada tindran responsabilitat il·limitada pels seus propis greuges i males pràctiques. La responsabilitat limitada de l'empresa ja no s'aplicarà a aquests actes il·lícits.
Els propietaris d'empreses han de tenir en compte les principals categories d'exposició a la responsabilitat civil per a protegir els seus negocis de problemes i problemes financers i de responsabilitat civil. La primera són els problemes relacionats amb l'ocupació: com més gran sigui la plantilla i major la rotació de personal, major serà la probabilitat que sorgeixin demandes per responsabilitat, com a acomiadament improcedent. Una altra àrea són els accidents i/o lesions en les instal·lacions. A continuació, la responsabilitat relacionada amb els vehicles si es permet als empleats conduir cotxes d'empresa, ja que això podria donar lloc a accidents mentre utilitzen els cotxes d'empresa. La responsabilitat per productes defectuosos (també anomenada responsabilitat del fabricant) es refereix a la fabricació deficient de productes que provoca lesions o accidents, i s'analitza amb més detall en la secció següent. Errors/omissions és una altra categoria en la qual una demanda pot derivar-se d'un error per part de l'empresa, per exemple en un contracte o paperassa. Finalment, l'última categoria important es refereix a la responsabilitat personal dels directors i executius per les accions de l'empresa, com en el cas de l'aixecament del vel corporatiu. En general, a mesura que les empreses creixen i tenen més èxit, augmenten les seves possibilitats de ser demandades per responsabilitat civil, però les petites empreses no són completament immunes a elles. Els empresaris i propietaris d'empreses han de ser conscients d'aquests tipus d'exposició a la responsabilitat per a assegurar-se que els seus negocis estan protegits.

### Responsabilitat per productes defectuosos
La responsabilitat per productes defectuosos regeix els plets civils entre un demandant i un demandat que subministra béns defectuosos que causen pèrdues o lesions.
La responsabilitat per productes defectuosos i la seva prevalença en la llei ha canviat al llarg de la història. En el segle xix, beneficiava tant als fabricants com als venedors. El "Caveat emptor" ("que el comprador vagi amb compte") regnava en aquest àmbit de la llei. En aquesta època, el venedor no tenia cap responsabilitat tret que hagués fet una promesa expressa al client que no hagués rebut. El segle xix va ser també l'època en què es va iniciar la Revolució Industrial i va canviar el món dels negocis. Amb la finalitat de promoure aquest augment de la industrialització i la fabricació, la llei va evitar permetre recuperacions de danys que afeblirien les noves indústries. En els segles segle xx i segle xxi, ja no existia aquesta necessitat de protegir els fabricants de la responsabilitat. En tot cas, hi havia més necessitat d'imposar normes de responsabilitat a les indústries perquè els consumidors tenien menys poder per a negociar lliurement amb les empreses i altres formes de negoci. A més, les complexitats i complexitats dels productes eren cada vegada majors, la qual cosa feia més difícil per al comprador mitjà determinar els problemes de fabricació a l'hora d'adquirir aquests productes. Ara una nova frase domina la responsabilitat: "caveat venditor" o "que el venedor vagi amb compte". La llei considera que els venedors i fabricants poden fer front a una major responsabilitat per defectes amb l'ajuda de les assegurances i socialitzant els danys mitjançant l'augment dels preus i obligant el consumidor a pagar per això.
Si es considera que un fabricant és negligent, significa que va incomplir el seu deure envers el client perquè no va eliminar un risc raonablement previsible causat pel producte. El fabricant pot ser considerat negligent si hi ha problemes en el procés de fabricació, no inspecciona adequadament els seus productes, no adverteix raonablement al client quan el producte té un risc previsible de mal, i/o el disseny es presta al risc de mal. La magnitud i la gravetat del mal previsible també s'avaluen en examinar la negligència.

### Responsabilitat en relació amb empresaris i treballadors
Existeix una forma de responsabilitat entre empresaris i treballadors. Es denomina responsabilitat indirecta. Perquè s'apliqui, una part és responsable d'un tercer i aquest comet un acte il·lícit. Un empresari pot ser considerat responsable de les accions d'un empleat si aquestes són il·lícites (per exemple, assetjament o discriminació), o si les accions negligents de l'empleat mentre treballa causen danys materials o lesions.
Respondeat superior ("Que respongui el superior") és un principi jurídic que dicta quan un empresari és responsable de les accions d'un empleat. Els empresaris han de preocupar-se per aquesta norma quan l'empleat comet un greuge o acte perjudicial quan l'empleat estava actuant dins del curs i abast de l'ocupació en el moment de l'incident. S'entén per "àmbit de l'ocupació" quan un empleat està fent un treball assignat pel seu ocupador o està completant una tasca que està subjecta al control de l'ocupador. Per a comprovar si la conducta que va donar lloc a l'incident entra dins de l'àmbit laboral, cal determinar:
1. Si era el tipus de tasca que l'empleat estava contractat per a realitzar
2. Va ocórrer de manera flexible dins de l'horari de treball autoritzat
3. L'incident no es va produir a una distància excessiva del lloc autoritzat per l'ocupador
4. L'incident va estar motivat, almenys en part, pel propòsit de servir a l'ocupador.

Si es comprova que aquests quatre factors són certs, l'empresari haurà de respondre del greuge. El raonament que subjeu a aquest principi jurídic es deu al fet que es considera que l'empresari és el més indicat per a suportar la càrrega financera, els empresaris poden protegir-se contra aquesta càrrega amb un segur i el cost pot repercutir-se en els clients augmentant els preus. D'altra banda, si es determina que l'empleat es va desviar o va saltironar, la definició de l'àmbit d'ocupació es torna més complicada. La regla del retós i desviament canvia la forma en què s'aplica la responsabilitat. Un saltirono es produeix quan l'empleat causa un mal en dur a terme una activitat no relacionada amb el seu treball. Si es descobreix que l'empleat ha saltironat, serà responsable dels danys. Per exemple, si un conductor de repartiment no completa els seus lliuraments durant unes hores per a poder fer unes compres personals i, de camí a la botiga, atropella a un vianant. Un desviament és més lleu. L'empleat continua participant en una activitat no relacionada amb el treball, però l'activitat no suposa una desatenció important de les obligacions laborals. Un exemple de desviament seria si, de camí a lliurar un paquet, un conductor de repartiment es detingués en un autoservei per a menjar alguna cosa. Quan s'allunya del restaurant per a continuar amb el lliurament, el conductor atropella a un vianant. En aquest cas, l'empresari podria ser responsable dels danys perquè el desviament va ser menor.
Un empresari també pot ser responsable per un principi jurídic denominat contractació negligent. Això ocorre quan, en el procés de contractació d'un nou empleat, l'empresari no comprova els antecedents penals, els antecedents o les referències per a assegurar-se que el sol·licitant no suposi un perill potencial si se li contracta com a empleat. Un empresari també pot enfrontar-se a responsabilitats i repercussions si sap que el treballador representa un perill potencial, però el manté en el lloc. Això es denomina retenció negligent. Per a evitar reclamacions per contractació o retenció negligent, els empresaris han de ser diligents a l'hora de contractar empleats que vagin a tenir molt de contacte amb clients i amb el públic (especialment si tindran accés a persones vulnerables, aniran a casa de clients i/o tenen accés a armes), i acomiadar a qualsevol empleat que representi un perill potencial.
És important que els empresaris tinguin en compte si algú que treballa per a ells és un contractista independent o un empleat. Un empleat és un treballador remunerat per l'ocupador. Un contractista independent, d'altra banda, contracta a un empresari per a produir un resultat i, en el procés, determina com es completarà aquest resultat. La diferència radica en el grau de control que l'empresari pot exercir sobre l'agent. Els empleats estan sotmesos a un major control, mentre que els agents no emprats, com els contractistes independents, tenen més llibertat per a fer el seu treball. En general, l'empresari no és responsable dels delictes comesos per agents no assalariats, ja que l'empresari no controla totalment el mètode de treball. No obstant això, hi ha excepcions. Pot haver-hi responsabilitat directa si el principal va contractar un agent incompetent, si el mal es va produir perquè l'agent no emprat no va complir amb un deure de diligència que el principal li havia encomanat (un deure de diligència és una acció el compliment satisfactori de la qual és tan important que si es delega en un agent i no es compleix, el principal continua sent responsable), i un principal és responsable si l'agent no emprat no va prendre les precaucions correctes necessàries per a dur a terme activitats molt perilloses.
L'empresari també ha de ser conscient de com pot canviar l'abast de la seva responsabilitat en funció dels acords que celebrin els seus agents. Un agent és una persona que té poder per a actuar en nom d'una altra part (normalment el representat). En general, un representat és responsable d'un contracte celebrat pel representant si el representant tenia autoritat real o aparent per a celebrar el contracte. El poder real és la capacitat que té un representant per a dur a terme unes certes activitats basant-se en la comunicació i les manifestacions del representat. El poder exprés es dona quan el representat estableix clarament el que el representant està autoritzat a fer, mentre que el poder implícit es basa en el que és raonable suposar que el representant està autoritzat a fer en funció del que el representat desitja del representant. Tant l'autoritat expressa com la implícita són dos tipus d'autoritat real. El segon tipus d'autoritat és l'autoritat aparent. Es produeix quan les accions d'un representat porten a un tercer a suposar raonablement que el representant pot actuar de determinada manera i celebrar contractes amb el tercer en nom del representat. Per a determinar si un representant és responsable d'un contracte, cal tenir en compte el tipus de representat. Existeixen quatre tipus de mandants.
Un representat revelat és conegut pel tercer, i aquest sap que el representant actua per compte de dita representada. El representant no és responsable dels contractes autoritzats celebrats per a un representat revelat, ja que totes les parts coneixen el contracte i saben qui participa en ell. Es parla de representat no identificat quan el tercer sap que el representant actua per compte d'un representat, però desconeix la seva identitat. El representant sol ser responsable dels contractes subscrits per a un representat no identificat. Existeix un representat no revelat quan el tercer desconeix l'existència i identitat del representat i creï raonablement que el representant és l'altra part del contracte. En aquest cas, l'agent pot ser considerat responsable del contracte. Un representat inexistent es produeix quan un representant actua a gratcient per a un representat que no existeix, com una associació sense personalitat jurídica. En aquest cas, el representant és responsable si sabia que el representat no tenia capacitat per a participar en el contracte, encara que el tercer sàpiga que el representat no existeix. Un representant també pot comprometre's en un contracte acceptant expressament la seva responsabilitat. Per a evitar-ho, el representant no ha de fer promeses expresses en el seu propi nom i ha d'assegurar-se que el contracte només obliga al representat. Un representant també pot ser responsable davant un tercer si manca d'autoritat per a contractar per compte del representat. En aquest cas, el representant pot eludir la seva responsabilitat si el tercer sap que manca de poders, si el representat ratifica el contracte o si el representant notifica al tercer la seva falta de poders.